# Incidente del Douglas C-47 della BOAC del 1947
L'incidente del Douglas C-47 di BOAC del 1947 avvenne l'11 gennaio 1947 quando il Douglas C-47A G-AGJX della British Overseas Airways Corporation (BOAC) si schiantò contro una collina a Stowting, nel Kent, nel sud-est dell'Inghilterra, uccidendo cinque persone sul colpo e altre tre morirono per le ferite riportate. L'aereo stava operando un volo internazionale di linea per l'Africa occidentale via Francia. Le cattive condizioni meteorologiche costrinsero l'aereo a tentare di deviare. Dopo aver tentato di atterrare in diversi aeroporti francesi, il pilota decise di tornare nel Regno Unito perché stava esaurendo il carburante. L'aereo si schiantò mentre tentava di atterrare all'aeroporto di Lympne.

## L'aereo
L'aereo dell'incidente era il Douglas C-47A G-AGJX, numero di serie 12014. L'aereo fu costruito nel 1942 e prestò servizio con le United States Army Air Forces come 42-92236. Fu poi trasferito alla Royal Air Force come FL604. Il 7 luglio 1944, fu venduto alla BOAC e registrato G-AGJX. Al momento dell'incidente, l'aereo aveva volato per 3.898 ore. Era stato revisionato il mese precedente, e gli era stato rilasciato un nuovo certificato di aeronavigabilità il 31 dicembre 1946.

## Il volo
L'aereo stava operando un volo internazionale di linea da Londra Heathrow fino in Africa occidentale, con scalo a Bordeaux. Sia il capitano che il primo ufficiale stavano operando il loro primo volo operativo dall'estate precedente.
L'aereo decollò da Heathrow alle 09:48 GMT. Alle 12:09, l'aereo era il quarto in linea per l'atterraggio a Bordeaux. Alle 12:28, un bollettino meteorologico per Bordeaux fu trasmesso all'aereo. Questo affermava "Visibilità 1500 metri, 10/10 60–100 metri, WSW 20 km, QFE 1007.6". La direzione di atterraggio fu indicata come 235°. Alle 12:30, l'aereo era il prossimo in linea per l'atterraggio. Alle 12:40, fu data priorità a un Avro York della Royal Air Force, che volava con solo tre motori. All'aereo fu ordinato di restare in un circuito d'attesa mentre lo York atterrava. Alle 12:54 l'Avro York atterrò, ma dovette tornare indietro lungo la pista perché la pista perimetrale era inutilizzabile. Alle 12:58, il capitano chiese le condizioni meteo a Tolosa. Alle 12:59, le condizioni meteo di Tolosa furono inviate all'aereo. Questo indicava "Soffitto 300 metri, visibilità 2 km, vento E 10 km". Con questo rapporto, il capitano fu informato che sarebbe stato il prossimo in linea ad atterrare a Bordeaux. Il capitano disse quindi al controllo del traffico aereo che stava deviando perché le condizioni meteo erano al di sotto delle condizioni minime consentite e chiese le condizioni meteo di Tolosa. Nelle prove fornite all'inchiesta, ciò fu corroborato dall'equipaggio del Dakota G-AGZX di British European Airways, che confermò che le condizioni meteo di Tolosa erano state richieste. Tuttavia, l'operatore radio registrò nel suo diario di bordo "13:00, rotta impostata per Londra". L'aereo virò per tornare in Inghilterra, ma poi cambiò rotta per Parigi. Alle 13:08, le condizioni meteo a Bordeaux erano peggiorate e il messaggio QGO fu inviato all'aereo, indicando che non si poteva più atterrare a Bordeaux.
Le alternative elencate per Bordeaux erano Tolosa e Marignane, sebbene l'aereo non avesse informazioni sugli aeroporti di nessuna delle due città. Alle 13:13, un messaggio fu inviato via radio al controllo del traffico aereo (ATC) di Gloucester che l'aereo stava tornando a Londra. Dei pezzi di carta trovati tra i rottami dell'aereo riportavano "ETA Londra 15:18" e "ETA Le Bourget 14:43". Alle 13:30, l'aereo cambiò rotta per Le Bourget. Il pilota contattò quindi Le Bourget e chiese il bollettino meteorologico. Gloucester non fu informato del cambio di piano fino alle 14:06, quando fu inviato un messaggio che l'aereo stava deviando verso Le Bourget, poiché la riserva di carburante era inadeguata per raggiungere Londra. Tra le 14:10 e le 14:15, il capitano riferì a Gloucester che la sua autonomia era di 1 ora e 20 minuti e la sua posizione era 47°25′N 1°20′E. L'ETA a Le Bourget era stato stabilito per le 14:45. Alle 14:14, Gloucester contattò l'ATC a Uxbridge e riferì che l'aereo stava deviando verso Le Bourget a corto di carburante, e richiese che il messaggio fosse trasmesso all'aeroporto di Orly. Orly contattò Le Bourget e richiese che all'aereo venisse data la priorità per l'atterraggio.
Alle 14:34, il comandante chiamò Le Bourget e diede il suo ETA alle 14:40, con una durata di soli 45 minuti. Alle 14:45, Le Bourget suggerì che, dato che in quel momento all'aeroporto era presente un temporale, potevano atterrare a Cormeilles. I piloti non avevano alcuna informazione su Cormeilles, sebbene la BOAC fosse stata informata dell'idoneità dell'aeroporto come sito di atterraggio alternativo nell'area di Parigi nella traduzione di un avviso francese agli aviatori datato 21 ottobre 1946. L'operatore radio non fu in grado di contattare Cormeilles via radio, in parte perché stava usando il nominativo di chiamata sbagliato di HTU (Morse · · · · — · · — · — ) invece di HXA (Morse · · · · — · · — · ). Cormeilles stava gestendo un de Havilland Dragon Rapide in quel momento, e poteva seguire solo un aereo alla volta via radio. Il Dragon Rapide era G-AGWC, un volo partito dall'aeroporto di Basilea, in Svizzera, ed era anche a corto di carburante. Alle 15:07, Cormeilles cercò di entrare in contatto con l'aereo. Alle 15:14, il contatto fu stabilito e il comandante dichiarò erroneamente che la sua autonomia era di cinque minuti. Alle 15:15 venne chiesto un QDM a Cormeilles, che fu dato come 219°. Cormeilles riferì che il QSA era 1. Il rapporto concluse che l'aereo aveva impostato la rotta per l'Inghilterra alle 15:00 o poco dopo.
Entrando nella cabina di pilotaggio, a uno steward fu detto che l'aereo poteva dirottare verso la base RAF Manston, equipaggiata con un FIDO (un sistema dell'epoca per disperdere la nebbia). Alle 15:24, l'aereo contattò la RAF Manston e chiese il bollettino meteorologico. Manston ebbe difficoltà a comunicare con l'aereo, che avrebbe dovuto comunicare tramite il controllore di Uxbridge. Solo alle 15:45 Manston fu in grado di localizzare la posizione dell'aereo, che si trovava allora a 9 miglia (14 km) a sud-est di Cap Gris-Nez. Alle 15:52, il comandante comunicò al controllo di Lympne che avevano solo 25 minuti di carburante rimanenti. I piloti effettuarono una chiamata "pan-pan" alle 15:58, seguita da un SOS alle 16:02, indicante la posizione dell'aereo a 50°55′N 1°21′E. Tra le 16:03 e le 16:04 inviarono un ulteriore SOS, ma bruscamente interrotto causato dall'impatto dell'aereo con il suolo e dalla sua distruzione circa 2 miglia (3,2 km) prima dello schianto dell'aereo.
L'SOS era stato ricevuto sia da Manston che da Uxbridge e furono contattati i soccorsi da Deal, Dungeness e Ramsgate. Un Dakota belga era stato incaricato di fare da vedetta. Anche due Avro Anson della base RAF Thorney Island si unirono alle ricerche.

## L'incidente e le conseguenze
Nel tentativo di atterrare a Lympne, alle 16:06, l'aereo si schiantò contro Barley Hill, presso la Hammond's Farm a Stowting, nel Kent. Il C-47 colpì il suolo con un'angolazione bassa e poi rimbalzò per 46 metri (equivalenti a 50 iarde) prima di schiantarsi contro gli alberi. Siccome i serbatoi del carburante erano vuoti non si sviluppò alcun incendio post-impatto. La fusoliera anteriore fino alla porta della cabina fu squarciata. Anche il lato di dritta della fusoliera si distrusse quando il velivolo oscillò violentemente a sinistra. La coda dell'aereo rimase in gran parte intatta. Tutti i sedili furono strappati dai loro ancoraggi nel pavimento dell'aereo, sebbene le cinture di sicurezza rimasero allacciate. Due membri dell'equipaggio e tre passeggeri morirono nello schianto, che costituì il primo incidente con vittime per la BOAC dal 1944.
L'allarme partì da una telefonata alla polizia di Ashford da parte di un agente di Lyminge, ricevuta alle 16:20, seguita pochi minuti dopo da un'altra chiamata da un agente di Folkestone. Alle 17:12, il relitto venne segnalato come localizzato. Gli abitanti del villaggio di Stowting aiutarono nel salvataggio. Le ambulanze da Ashford, Canterbury, Folkestone e Hythe fornirono ulteriore supporto. I feriti vennero trasportati al Willesborough Hospital. Il primo dei feriti arrivò in ospedale alle 18:00 e tutti i morti e i feriti erano stati estratti dal relitto dell'aereo entro le 19:00.
Uno dei membri d'equipaggio feriti morì il 12 gennaio. Tra i feriti si trovava il deputato al Parlamento Tom Horabin. Un altro membro d'equipaggio ferito fu trasferito al Joyce Green Hospital di Dartford, dove morì il 14 gennaio. La morte di un passeggero il 15 gennaio portò il bilancio finale a otto morti.
Un'inchiesta fu aperta il 13 gennaio ad Ashford, ma venne rinviata al 3 febbraio. Dopo un ulteriore rinvio, si concluse il 28 maggio 1947. Venne emesso un verdetto di "morte accidentale" per ciascuna delle vittime.

## L'indagine
Il 13 gennaio il Ministero dell'aviazione civile aprì un'indagine preliminare sull'incidente presieduta da Harry Nathan, il quale dichiarò che stava valutando se tenere o meno un'inchiesta pubblica sull'incidente. Nel numero del 16 gennaio 1947, la rivista Flight chiese che si tenesse un'inchiesta pubblica. Quel giorno, fu annunciato che si sarebbe tenuta un'inchiesta pubblica.
L'inchiesta pubblica si aprì il 23 gennaio. A presiederla vi era il commodoro dell'aeronautica Vernon Brown. Egli dichiarò che l'obiettivo dell'inchiesta non era quello di attribuire colpe, ma di scoprire i fatti. Si trattava di una normale inchiesta della Accidents Investigation Branch su un incidente, con l'eccezione che non si sarebbe tenuta a porte chiuse su istruzione di Lord Nathan. Non ci sarebbe stato alcun controinterrogatorio dei testimoni. Le autorità francesi avevano collaborato fornendo prove pertinenti e Max Hymans, capo della Direction Générale de l'Aviation Civile, rappresentò il governo francese insieme ad altri funzionari. L'inchiesta venne chiusa il 27 gennaio, concludendo che la causa dell'incidente non era dovuta a un guasto meccanico. Il collegamento tra le autorità britanniche e francesi era un'area di preoccupazione. Il 29 gennaio, il parlamentare Edward Smith chiese in Parlamento perché l'inchiesta si stesse svolgendo quando non tutti i sopravvissuti erano abbastanza in forma per fornire prove. In una risposta scritta, il segretario parlamentare del ministro dell'aviazione civile George Lindgren replicò che erano state raccolte dichiarazioni da quasi tutti i sopravvissuti e che si riteneva fosse nell'interesse pubblico procedere senza indugio.
Il 14 febbraio, l'inchiesta fu riaperta per ascoltare nuove prove. Il rapporto finale sull'incidente fu pubblicato il 7 maggio. Venne stabilito che non c'era nulla di meccanicamente sbagliato nell'aereo al momento dell'incidente, sebbene i motori stessero funzionando al minimo. Furono sollevate diverse questioni, tra cui la formazione dell'equipaggio, l'incapacità del comandante di assicurarsi di avere tutte le informazioni di navigazione necessarie, la sua decisione di dirottare su Le Bourget invece di tornare direttamente in Inghilterra, l'incapacità di Cormeilles di seguire due aerei contemporaneamente e la tardiva decisione del pilota di tornare in Inghilterra. A seguito dell'indagine furono formulate cinque raccomandazioni. Questi riguardavano l'equipaggio, la familiarizzazione dell'equipaggio con la rotta, la fornitura di informazioni sulla rotta agli equipaggi, la capacità degli aeroporti di gestire più di un aeromobile alla volta via radio e l'introduzione di nuovi sistemi di lavoro tra il Regno Unito e la Francia per quanto riguarda il controllo del traffico aereo e il passaggio di consegne dei voli tra i due paesi. Quest'ultimo era stato segnalato come già in fase di esame al momento della pubblicazione del rapporto.